# Máy ảnh phản xạ ống kính đơn
Máy ảnh phản xạ ống kính đơn (tiếng Anh: Single-lens reflex camera, SLR), máy ảnh ống kính đơn phản xạ, hay máy ảnh ống kính rời... là thuật ngữ để chỉ dòng máy ảnh dùng một tấm gương di chuyển được, đặt giữa ống kính và phim để chiếu hình ảnh thấy được qua ống kính lên một màn ảnh mờ để người dùng lấy nét. Hầu hết các máy ảnh SLR dùng một lăng kính năm cạnh hoặc gương 5 cạnh ở trên đỉnh máy để quan sát ảnh qua ống ngắm, cũng có những kiểu ngắm khác như là ngắm ở ngang thân hay lăng kính Porro.

Hình cắt chiếu ngang của hệ thống SLR

Màn trập trong hầu hết các máy ảnh SLR thời nay được đặt ngay trước mặt phẳng hội tụ. Nếu không, người ta phải dùng thêm các cơ chế để ngăn ánh sáng lọt tới phim giữa các lần chụp. Ví dụ, máy Hasselblad 500C dùng một màn trập phụ ngoài màn trập trong ống kính.
Hình cắt chiếu ngang của các thành phần quang học của một máy ảnh SLR cho thấy ánh sáng đi qua ống kính (1), bị phản xạ ở mặt gương (2) và chiếu lên màn ảnh mờ (5). Qua thấu kính thu nhỏ (6) và phản xạ bên trong lăng kính năm cạnh ở trên đỉnh (7) ảnh hiện lên ở lỗ ngắm (8). Khi chụp ảnh, tấm gương di chuyển theo chiều mũi tên, màn trập ở mặt phẳng hội tụ (3) mở ra và ảnh được chiếu lên phim hay bộ cảm biến giống hệt như ảnh trên màn ảnh mờ.
Điều khác biệt giữa máy ảnh SLR với các loại máy ảnh khác là người chụp ảnh nhìn thấy hình ảnh qua lỗ ngắm giống hệt như hình ảnh trên phim hay bộ cảm biến.
Kể từ khi công nghệ này trở nên phổ biến trong những năm thập niên 70, SLR trở thành loại máy ảnh chính được các nhiếp ảnh gia nghiệp dư cũng như chuyên nghiệp dùng, mặc dù có một số nhiếp ảnh gia chụp ảnh phong cảnh thích loại máy ảnh ngắm thẳng.

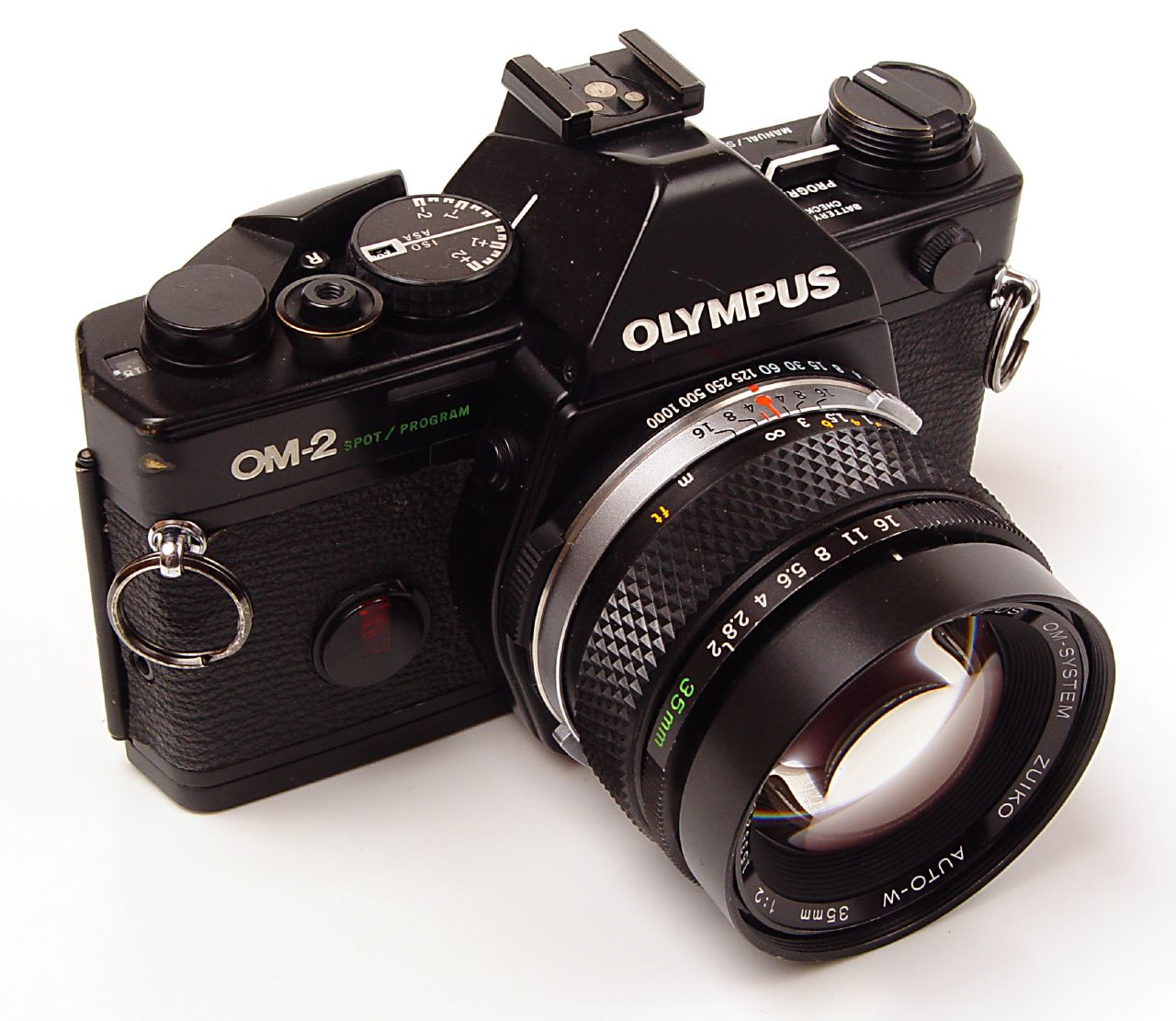
Olympus OM-2

## Lịch sử
Máy ảnh SLR cho phim cỡ lớn được chế ra đầu tiên vào đầu thế kỷ 20. Ihagee Kine-Exakta là máy ảnh SLR 35mm đầu tiên và nó rất có ảnh hưởng. Các kiểu máy Exakta sau đó đều dùng cách ngắm ngang thân và được sản xuất cho tới Thế chiến thứ hai. Một ông tổ khác của các máy ảnh SLR hiện đại là Alpa của Thuỵ sĩ, có cải tiến và ảnh hưởng tới các máy ảnh Nhật sau này. Giải pháp lỗ ngắm ở trên được phát minh ở Hungary trong chiến tranh, chính xác là ngày 23 Tháng tám năm 1943 bởi Jenő Dulovits. Máy ảnh 35mm đầu tiên có lỗ ngắm ở trên là Duflex, thiết kế bởi Dulovits. Máy này dùng một hệ thống gương để chiếu một ảnh đúng chiều lên lỗ ngắm ở trên. Duflex được sản xuất hàng loạt năm 1948, và là máy ảnh SLR đầu tiên trên thế giới có tấm gương tự trở về vị trí ngay lập tức (sau khi chụp).
Máy ảnh SLR đầu tiên sản xuất hàng loạt với lăng kính năm cạnh trên đỉnh là Contax S của Đông Đức, năm 1949.
Người Nhật tiếp tục phát triển SLR. Năm 1952, Asahi làm Asahiflex, và Asahiflex IIB năm 1954. Năm 1957, Asahi Pentax giới thiệu máy ảnh SLR với lăng kính cố định và cần lên phim ở ngón tay cái bên phải. Nikon, Canon và Yashica cũng giới thiệu những mẫu đầu tiên của họ trong năm 1959 (hiệu F, Canonflex, và Pentamatic).
Bộ đo sáng qua ống kính (through-the-lense, TTL) xuất hiện trên các máy ảnh SLR vào đầu những năm 60 với Topcon RE Super (đo điểm) năm 1962 và Pentax Spotmatic (đo trung bình có trọng số trung tâm). Kế tiếp là tính năng tự canh sáng được giới thiệu năm 1971 ở máy Pentax Electro Spotmatic và phổ biến vào năm 1976 với Canon AE-1 Program, một trong những máy bán chạy nhất trong lịch sử. Không lâu sau là tính năng tự canh sáng theo các chương trình. Điện tử, tự động hoá và thu gọn, kể cả lên phim, trả phim bằng động cơ được ứng dụng ngày càng nhiều trong những năm 197x và 198x.
Tự động lấy nét
Máy ảnh tự động lấy nét bằng phương pháp so sánh qua ống kính đầu tiên là Pentax ME-F. Máy Minolta Maxxum 7000 xuất xưởng năm 1985 là cái đầu tiên có tự lấy nét bằng động cơ, lên phim bằng động cơ, từ đó tính năng này trở thành tiêu chuẩn của máy SLR. Các nhà sản xuất khác đều tham gia thị trường tự lấy nét.
Từ cuối thập kỷ 1980, sự cạnh tranh và những cải tiến kỹ thuật làm cho các máy ảnh thông minh hơn với những cách đo sáng tiên tiến, và có sự liên lạc giữa các thành phần của máy. Phần giao tiếp với người sử dụng cũng thay đổi nhiều: thay kim chỉ thị và LED bằng LCD hiện nhiều thông tin hơn trong lỗ ngắm cũng như trên thân máy. Các nút vặn và nút bấm thay thế các vòng chỉnh màn trập và độ mở ống kính. Một số máy còn có tính năng chống rung giúp cho chụp ảnh với tốc độ chậm hơn mà không cần phải kê máy cố định.
Máy ảnh SLR số
Canon, Nikon, Samsung, Pentax, và Minolta đã sản xuất máy SLR số tương thích với các máy SLR phim của họ (gần đây Konica-Minolta bán bộ phận sản xuất máy ảnh SLR của họ cho Sony), trong khi Olympus và Panasonic giới thiệu những máy SLR số riêng, đó là thế hệ máy Bốn phần ba.

## Khổ phim
Máy ảnh SLR được sản xuất cho hầu hết các khổ phim cũng như cho cảm biến số. Hầu hết các máy ảnh SLR dùng phim khổ 35mm, vì khổ này tối ưu giữa chất lượng ảnh, kích thước và giá. Máy ảnh SLR với cỡ phim trung cho ảnh chất lượng cao hơn. Máy ảnh SLR số xuất hiện vào cuối thập kỷ 90 và tới năm 2006 thì được dùng bởi hầu hết các nhiếp ảnh gia chuyên nghiệp cũng như nghiệp dư. Những máy ảnh SLR thời đầu được làm để dùng cỡ phim lớn nhưng hầu hết đều đã bị đào thải. Một số ít máy ảnh SLR dùng hệ phim APS, nhưng không phổ biến lắm. Cũng có máy SLR cho khổ phim nhỏ 110.

## Những đặc điểm chung
Những đặc điểm nữa của các máy ảnh SLR là đo sáng qua ống kính và điều khiển đèn chớp rất tinh vi. Nhiều kiểu máy trên thị trường hiện nay đo ánh sáng thật sự tới phim và đóng màn trập khi đã đủ sáng.
Tương tự, chúng còn có thể phát ra nhiều chớp đèn ngắn, tính lượng ánh sáng dội trở lại từ đối tượng chụp, rồi mới phát ra một chớp vừa đủ cho tấm ảnh đẹp. Những máy tinh vi hơn còn giúp nhiếp ảnh gia cân bằng giữa đèn chớp và ánh sáng tự nhiên có sẵn để ra những kiểu ảnh theo yêu cầu. Những tính năng này được đưa vào những máy SLR hạng cao cấp trước rồi từ từ xuất hiện trên các máy kiểu khác.

## Ưu điểm
Nhiều ưu điểm của máy ảnh SLR liên quan đến việc ngắm qua ống kính. Những máy ảnh kiểu khác không có khả năng này, người chụp phải ngắm qua một lỗ ngắm nằm cạnh ống kính và thấy hơi khác với hình chụp. Dùng máy SLR thì có thể tin chắc rằng ngắm thế nào thì chụp ra thế đó. Không có hiện tượng thị sai, độ nét được thấy trước khi chụp ở máy SLR nhất là khi chụp macro và khi dùng ống kính tele. Độ sâu vùng chụp có thể thấy ngay khi chỉnh độ mở ống kính. Nhiều cỡ ống kính và phụ tùng được sản xuất cho máy SLR.
So với những máy ảnh kiểu gọn hạng rẻ tiền, máy ảnh SLR hạng rẻ nhất cũng có nhiều độ mở ống kính hơn và ống kính mở rộng hơn (thường vào cỡ f/1,4 tới f/1,8 với ống kính 50mm). Như vậy nhiếp ảnh gia có thể chụp ảnh ở nơi ít sáng mà không cần đèn chớp, và có thể chọn độ sâu vùng chụp nhỏ, rất tiện để làm mờ nền đằng sau đối tượng chụp, làm nổi đối tượng hơn. Cách này thường được dùng để chụp ảnh chân dung.
Nhiều ống kính thay thế làm cho máy ảnh có thể dùng được trong nhiều hoàn cảnh khác nhau, làm cho nhiếp ảnh gia có nhiều cách để thu hình hơn loại máy đơn giản. Ngoài ra, SLR có những ống kính với tiêu cự rất dài. Như vậy có thể chụp từ rất xa, rất tiện để chụp những đối tượng nguy hiểm (động vật hoang dã), hoặc khi không thể đến gần đối tượng.

## Nhược điểm
Vì vướng gương và lăng kính, máy ảnh SLR không thể làm nhỏ gọn như các loại máy ảnh khác, như là máy kiểu gọn tự lấy nét và máy ảnh số với màn ngắm điện tử. Gương cũng cản không cho đặt ống kính gần phim hay bộ cảm biến, nghĩa là không thể làm ống kính wide một cách đơn giản, mà phải dùng kiểu ống kính tele ngược, kém hơn.
Gương của máy ảnh SLR che mất lỗ ngắm khi đang chụp. Ngoài ra việc di chuyển gương làm cho tốc độ chụp tối đa bị giới hạn, gương còn gây ồn và rung. Một số máy SLR dùng gương phản xạ một phần để tránh nhược điểm này, ví dụ như Canon Pellix, nhưng nó lại làm giảm lượng ánh sáng thu được.  Để tránh ồn và rung, một số máy ảnh chuyên nghiệp có chế độ khoá gương, nhưng như vậy sẽ che hoàn toàn lỗ ngắm.
Hầu hết các máy ảnh SLR số không cho xem ảnh trên màn hình LCD trước khi chụp, như máy ảnh số gọn hay máy ảnh số lai. Như vậy chỉ có cách đưa mắt vào lỗ ngắm để chuẩn bị chụp (ngoại lệ là máy Olympus E-330, Panasonic DMC-L1, Leica Digilux 3). Cũng không có chức năng quay phim. Cho tới năm 2006, công nghệ bộ cảm biến và màn hình vẫn chưa khắc phục được nhược điểm này để máy ảnh số SLR được chấp nhận rộng rãi bởi thị trường chuyên nghiệp và nghiệp dư cao cấp.
Giá của máy ảnh SLR thường đắt hơn các kiểu máy khác vì các cơ cấu phức tạp bên trong. Tính thêm các phụ tùng như đèn chớp, ống kính các cỡ thì còn đắt hơn nữa. Do đó số tiền cần cho một bộ máy SLR vượt quá khả năng của nhiều người chụp ảnh không chuyên.
Ngoài ra còn phải kể đến mức độ hư hỏng cũng cao hơn các kiểu máy đơn giản có chất lượng tương đương khác vì có nhiều chi tiết chuyển động bên trong. Tuy nhiên vì máy ảnh SLR không dành cho dân nghiệp dư, nên nó thường được làm theo những tiêu chuẩn cao hơn các kiểu máy khác, do đó thật sự thì bền chắc hơn. Bởi vì máy SLR thay ống kính được nên có khả năng lọt bụi bẩn vào thân máy gây kẹt gương, thậm chí làm kẹt hệ thống lấy nét của ống kính. Để giảm bớt một phần nguy cơ này, một số máy ảnh số có bộ phận tự lau bộ cảm biến.